# اكمة البيضاء (حزم العدين)
اكمة البيضاء

تعديل مصدري - تعديل

اكمة البيضاء محلة تابعة لقرية بني شداد، التابعة لعزلة حقين بمديرية حزم العدين إحدى مديريات محافظة إب في الجمهورية اليمنية، بلغ تعداد سكانها 24 حسب تعداد اليمن لعام 2004.